# Zichi

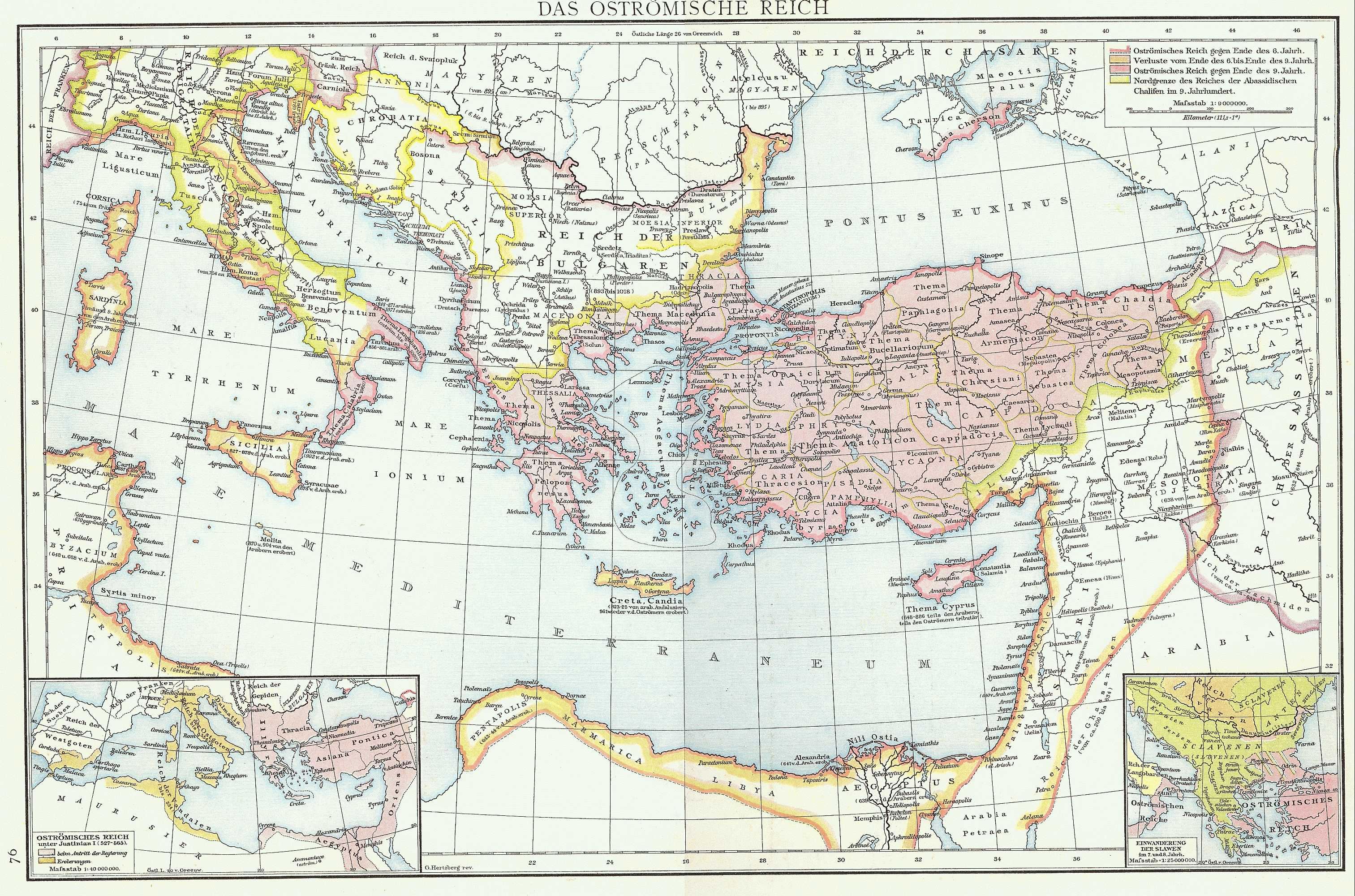
Karte des Oströmischen Reiches von Gustav Droysen (1886) mit den Zichi an der Nordostküste des Schwarzen Meeres

Die Zichi, andere Namensformen Zygi(i), Zygoi, Zekchi, georgisch Dschiqi (Plural: Dschiqebi), deutsch auch Sichen, waren ein historischer antiker und mittelalterlicher Stammesverband an der heute russischen Schwarzmeerküste etwa zwischen den Westausläufern des Kaukasus und der Nordostküste des Schwarzen Meeres. Sie wurden vom 1. Jahrhundert v. Chr. (Strabon) bis zum 15. Jahrhundert n. Chr. in historischen Quellen immer wieder erwähnt und beschrieben. Ihr Siedlungsgebiet, griechisch Zyx (Zych) oder Zekchia, italienisch auch Sychia, georgisch Dschiqeti genannt, lag nach diesen Quellen wohl anfangs noch etwa zwischen dem heutigen Gagra und Tuapse und dehnte sich später vielleicht mit römisch-byzantinischer Hilfe bis ins Mündungsgebiet des Kuban in die Nachbarschaft des historischen Tmutarakan aus. Es stand vielleicht zeitweise unter byzantinischer Oberherrschaft, der Süden im Mittelalter auch zeitweilig unter georgischer Oberherrschaft.

## Überlieferung und Lebensweise
Überlieferungen und archäologische Untersuchungen ergaben, dass die zichischen Stämme sesshafte Acker- und Obstbauern waren, wofür sich die subtropische Küste gut eignete. Daneben spielte die Viehzucht eine große Rolle, wohl schon damals verbunden mit dem für den gesamten Großen Kaukasus typischen Lebensstil des Halbnomadismus: die meisten Bergbewohner zogen im schneereichen Winter mit ihren Viehherden in tiefere Lagen um, einige Bewohner des Vorlandes im Hochsommer ins Gebirge. Weil georgische Quellen mehrfach berichten, dass dschiqische Krieger in ihren Reihen als berittene Elitekrieger auftraten, spielte auch die Pferdezucht eine Rolle, worauf auch archäologisch untersuchte Pferdebestattungen schließen lassen. Schon Strabon berichtet auch von einem intensiven Fischfang im Schwarzen Meer, aber auch von Piraterie. Außerdem beschreibt schon er die Sitte, im Konfliktfall Gefangene gegen Lösegeld zu machen. Mit nicht ausgelösten Gefangenen wurde schon seit der römischen Antike der mediterrane Sklavenmarkt versorgt. Die Sitte wird aus dem Großen Kaukasus bis zum Anfang des 19. Jahrhunderts immer wieder berichtet. Außerdem werden zichische Händler und Stadtbewohner in den benachbarten Städten um den Kimmerischen Bosporus beschrieben (u. a. Cherson und Tmutarakan), Kaiser Konstantin VII. Porphyrogennetos erwähnt in Zekchia die Handelsstadt Nikopsis.

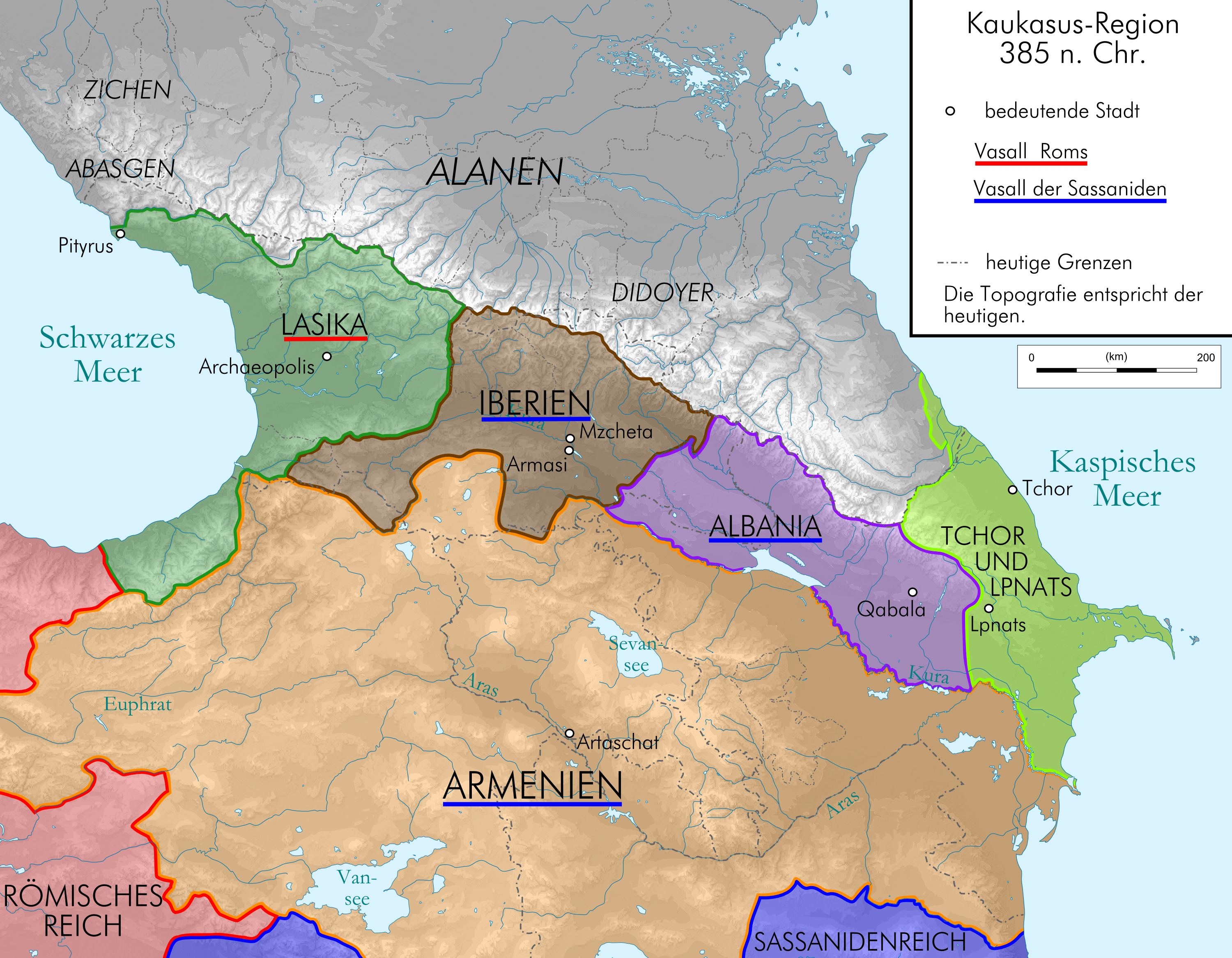
Die Zichen im nordwestlichen Kaukasus 385 n. Chr.

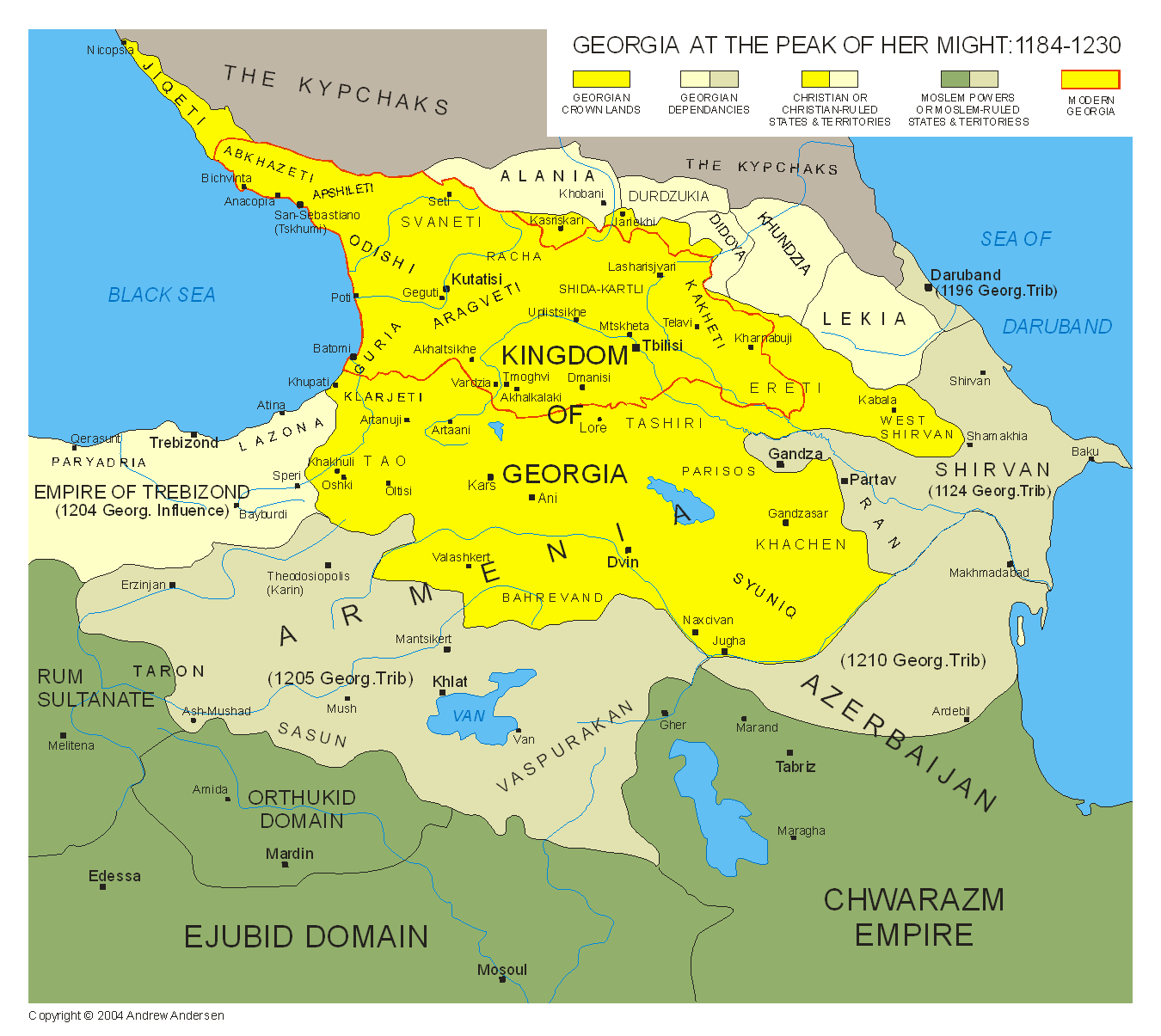
Das Königreich Georgien 1184–1230 mit der Region Jiqeti (Dschiqeti) im Nordwesten.

Politisch wurden die zichischen Stämme wohl von anfangs unabhängigen Stammeskönigen bzw. Häuptlingen geführt. Ab einem nicht näher bekannten Zeitpunkt, vielleicht schon ab dem 7. Jahrhundert n. Chr., unternahm das Byzantinische Reich Anstrengungen, die Küste unter seine Kontrolle zu bringen. Kaiser Manuel I. trug auch den Titel „Kaiser von Zichia, Chasaria und Gothia“ und es ist ein Siegel aus dem späten 11. Jahrhundert erhalten, dass einen gewissen Michael als „Archon von Tmutarakan, Zichia und Chasaria“ bezeichnete. Es ist aber unklar, ob es sich dabei um eine direkte Herrschaft, eine lockere Oberhoheit oder einen formalen Anspruch handelte und ob die Machtverhältnisse wechselten. Parallel dazu etablierte sich auch das mittelalterliche Königreich Georgien im 9./10. Jahrhundert im südlichen Dschiqeti. Weil georgische Quellen auch einige zichische Stammesführer erwähnen, könnte auch diese Herrschaft zumindest zeitweise eine indirekte Oberhoheit gewesen sein. Nach dem Vierten Kreuzzug wurde der byzantinische Einfluss im 13./14. Jahrhundert durch den Einfluss der Genueser Kolonien ersetzt, die ihrerseits mit der osmanischen Expansion im 14./15. Jahrhundert allmählich aus dem Schwarzmeerraum verschwanden. Der georgische Einfluss im Süden endete mit dem endgültigen Zerfall des einheitlichen Georgiens in der zweiten Hälfte des 15. Jahrhunderts.

## Religion

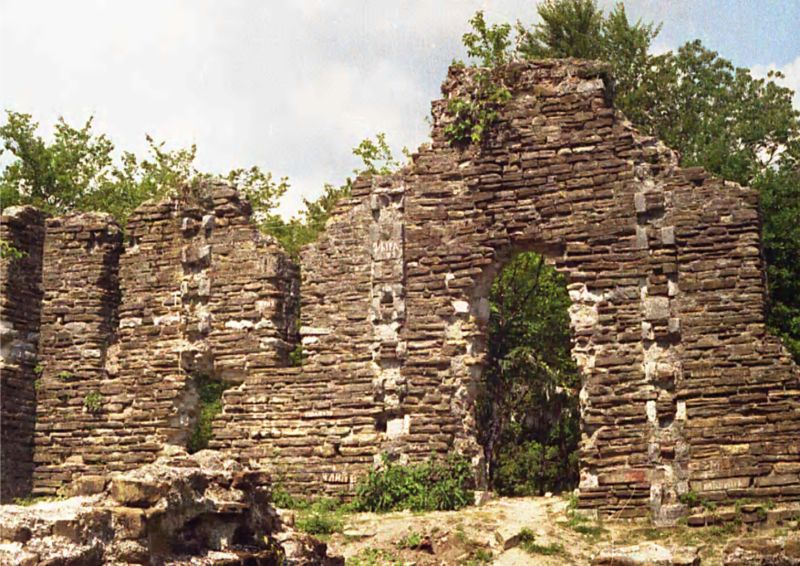
Reste einer frühmittelalterlichen Kirche am Fluss Loo im heutigen Stadtkreis von Sotschi.

Prokopios von Caesarea berichtet die Legende, der Apostel Andreas habe nach seinem Besuch von Abasgien (Abchasien) auch Zichia besucht. Seit etwa dem 7. Jahrhundert, weshalb man auch den Beginn byzantinischer Etablierung in der Zeit vermutet, begannen byzantinisch-orthodoxe Missionierungen, gefolgt von georgisch-orthodoxen seit dem 9. Jahrhundert und mit Etablierung der Genueser Kolonien im 13. Jahrhundert von römisch-katholischen Missionsbestrebungen. Die Bischöfe der verschiedenen Kirchen standen in scharfer Konkurrenz zueinander. Nach den Mongolenzügen und den Kriegszügen von Timur riss der Kontakt zu den Mutterkirchen aber ab und die Bistümer verschwanden. Aus dieser Periode sind einige Kirchenruinen in der Region erhalten. Obwohl die christlichen Missionierungen bei den Zichi weitreichender waren, als z. B. bei den östlich und nördlich benachbarten Kerketen, zeigen archäologische Untersuchungen, dass vorchristliche religiöse Rituale nie verdrängt wurden, nach dem Verschwinden der Kirchenorganisationen dominierten sie die religiösen Rituale der Bewohner der Region neben einigen christlichen Relikten.

## Geschichte und Einordnung
Die Zichi lebten anfangs in einem kleinen Siedlungsgebiet zwischen dem heutigen Gagra und Tuapse und breiteten sich vielleicht auch mit römisch-byzantinischer Hilfe im 3.–8. Jahrhundert nach Norden bis etwa Gelendschik aus, wobei die älteren Stämme der Acheaner und Tetraxiten (eine östliche Splittergruppe der Krimgoten) und wohl auch einige ältere Stämme der Maioten verdrängt oder assimiliert wurden.
Die Sprache der Zichi ist nicht überliefert, sie selbst hinterließen keine schriftlichen Zeugnisse. Die Forschung geht davon aus, dass sie Sprachformen der nordwestkaukasischen Sprachfamilie verwendeten. Dafür sprechen die in der Region dominierenden nordwestkaukasischen Gewässernamen und andere geografische Namen und die überlieferten Namen der Stammeskönige. Auch der archäologisch nahtlose Übergang von den Zichi und Kerketen, deren Bezeichnungen aus den Quellen nach den Kriegszügen Timurs Anfang 15. Jahrhundert durch die Bezeichnung der Tscherkessen-Stämme ersetzt wurden, belegt diese Sicht. Zwar ist archäologisch ein vorübergehender Rückzug von Teilen der Bevölkerung ins Gebirge festzustellen, aber keine grundlegende Veränderung der Bevölkerung. Nicht nur der genuesische Reisende Giorgio Interiano des 15. Jahrhunderts bezeichnet die von ihm beschriebenen Stämme als Zichi, chiamati Ciarcassi (Zichi, genannt Tscherkessen), auch arabische Quellen setzen sie gleich, indem sie die ersten Burdschi-Mamluken als Zichi, später als Tscherkessen bezeichnen. Deshalb zählt die Fachwelt die Zichi und Kerketen zur tscherkessischen Geschichte, bzw. Vorgeschichte. Ob es im 14./15. Jahrhundert überhaupt interne politische Veränderungen gab oder nur einen Wechsel der Fremdbezeichnungen stattfand, ist mangels genauer Quellen schwer zu bestimmen.
Welche nordwestkaukasische Sprachform die Zichi sprachen, ist Gegenstand von Hypothesen. Einige Forscher vermuten, dass sie frühe Formen des Ubychischen sprachen und verweisen auf die Ähnlichkeit des georgischen Namens mit dem Namen einer späteren Ubychen-Gruppe, den Dschigit/Dschiget. Andere Forscher verweisen darauf, dass sie im ersten Jahrhundert plötzlich auftauchen und vermuten, dass sie aus dem Gebiet der Alanen eingewandert sein könnten und vielleicht iranischsprachig waren, bevor sie später nordwestkaukasische Sprachen übernahmen. Sie verweisen auf die Ähnlichkeit des Namens der Zygii mit dem Namen einer hochstehenden Gruppe der Sarmatenstämme „Ja-zygii“. Wieder andere Forscher sehen ebenfalls ihre Einwanderung aus dem Osten, meinen aber, dass sie ursprünglich Nordostkaukasische Sprachen gesprochen haben könnten, bevor sie nordwestkaukasische Sprachformen übernahmen. Letztlich sind alle diese Hypothesen sehr spekulativ und einzelne Namensähnlichkeiten keine hinreichenden Beweise. Wie auch immer die sprachlichen Verhältnisse der Zichi waren, ist doch unstrittig, dass sie wie auch die Kerketen Vorläufer der Tscherkessen waren.